# Мултиплексиране
Мултиплексирането (на английски: Multiplexing) в електрониката, телекомуникациите или компютърните мрежи представлява процес на групиране на аналогови сигнали или низове от цифрови данни в общи пакети с цел споделяне на обща преносна среда за комуникация. Това се прави, защото честотите на електромагнитния спектър са ограничени (ограничен ресурс) и на дадена носеща честотна лента трябва да се събере максимален брой сигнали. Например при фиксираната телефония няколко телефонни разговора могат да се пренасят по една и съща жица. Произходът на понятието е свързан с телеграфа, но днес се прилага широко в телекомуникациите и е едно от основните понятия, свързани с цифровата телевизия. Друго употребявано название на български е „умножаване“, „множествен достъп“ и др., но същността е, че честотата се „умножава“ и става достъпна не за един, а за много сигнали. Капацитетът на пренос на комуникационния канал от ниско ниво се умножава, като се образуват нови логически канали на по-високо ниво, по един за всеки пренасян сигнал. демултиплексирането е обратният процес.
Устройството, в което се извършва мултиплексирането, се нарича мултиплексор — (MUX), а обратното устройство — демултиплексор (DEMUX).
Основните типове мултиплексиране са:
- Мултиплексиране с разделяне по време (МРВ) – Time-division multiplex (TDM)
  - Множествен достъп с разделяне по време (МДРВ) – Frequency Division Multiple Access — (FDMA)
  - Асинхронно мултиплексиране с разделяне по време (АМРВ) – Asynchronous time-division multiplexing (ATDM)
- Мултиплексиране с разделяне по честота (МРЧ) – Frequency-division multiplex (FDM):
  - Множествен достъп с разделяне по честота (МДРЧ) – Frequency Division Multiple Access — (FDMA)
  - Мултиплексиране с разделяне по дължина на вълната (МРДВ) – Wavelength-division multiplex (WDM)
    - Плътно мултиплексиране с разделяне по дължина на вълната (ПМРДВ) – Dense wavelength division multiplexing (DWDM)

  - Мултиплексиране с ортогонално честотно разделяне (МОЧР) – Orthogonal Frequency Division Multiplexing (OFDM)
- Мултиплексиране с кодово разделяне (МКР) – Code-division multiplex (CDM)
- Статистическо мултиплексиране – Statistical multiplexing (SM)

Мултиплексорите се делят на цифрови и аналогови. Най-просто казано, те са ключове, които комутират цифров / аналогов сигнал от много входове към един изход. Кой от входовете да бъде свързан към изхода, това определят сигналите, подавани на управляващите входове.